# Pseudicius wenshanensis
Pseudicius wenshanensis là một loài nhện trong họ Salticidae.
Loài này thuộc chi Pseudicius. Pseudicius wenshanensis được He & Hu miêu tả năm 1999.